# Chikushino, Fukuoka
Chikushino (筑紫野市 Chikushino-shi) là một thành phố thuộc tỉnh Fukuoka, Nhật Bản. Thành phố được thành lập ngày 01 tháng 4 năm 1972. Giáp ranh với Dazaifu, Chikushino được xem là một vùng ngoại ô phía nam của thành phố Fukuoka. Tính đến năm 2010, dân số thành phố là 100.397, trên diện tích 87,78 km². Tuyến Tenjin Ōmuta xuyên quan Chikushino ở ga Murasaki (khai trương năm 2010) và ga Asakuragaidō.